# Angami Zapu Phizo
Angami Zapu Phizo (Khonoma, Índia, 1904-Londres, 30 d'abril de 1990) fou un activista polític naga, partidari de la independència de Nagaland.

## Trajectòria
Va néixer a Khonoma (anomenat Thibomei pels meiteis, ja que el lloc era a l'estat de Manipur), prop de Kohima, l'any 1904, en el bressol d'una família cristiana.
El 1942 va col·laborar amb el japonesos i va anar a Birmània amb l'esperança d'obtenir ajut japonès per la independència de Nagaland. El 1945 va tornar a Nagaland i va participar en la fundació del Consell Nacional de Nagaland, que va proclamar la independència el 14 d'agost de 1947.
El 1948 va anar a la India per converses politiques però fou detingut però al cap d'uns mesos fou alliberat quant la seva dona i fill van tenir un accident d'automòbil. Va tornar a Nagaland el 1949 i va assolir la presidència del Consell el 1950. Va dirigir la lluita nacional i va organitzar el plebiscit per la independència el 16 de maig de 1951 que va obtenir un 99,98% de vots favorables però no fou reconegut per l'Índia.
A les eleccions del 1952 els naga van fer un boicot total. El nebot de Phizo, Sakhrie, considerava que no era adequada aquesta política i va ser segrestat i mort. Els indis van acusar als naga i van portar milers de soldats al país el 1956. Phizo va formar el Govern Federal de Nagaland el 22 de març de 1956.
La lluita va durar fins al 1973. El 16 de juny de 1960 Phizo va sortir del país per anar a les Nacions Unides i va arribar a Pakistan Oriental, i després va passar a Londres amb passaport peruà, sense poder realitzar el seu objectiu. El 1975 no va condemnar la signatura de l'acord de pau de Shillong en la que va prendre part el germà de Phizo, Keviyalley Phizo. El Consell Nacional de Nagaland va romandre sota la seva presidència, però el Govern Federal del Nagaland, que era el seu braç militar, es va dividir entre els qui van seguir l'acord (1975) i els que el van rebutjar (1978) que finalment van formar una nova organització, i el GFN va desaparèixer sobre el terreny.
El 30 d'abril de 1990 va morir a Londres. El va succeir la seva neta Adino Phizo que de fet va refundar l'organització. El 2000, més de cinc mil naga van celebrar al carrer a Kohima el naixement de Phizo.